# Шалески, Мечислав
Мечислав Шалески (пол. Mieczysław Szaleski; 3 декабря 1891, Жолыня — 16 апреля 1958, Варшава) — польский альтист.
Окончил Краковскую консерваторию, до 1923 г. жил и работал в Кракове, участвуя в разных ансамблевых составах и занимаясь педагогической работой.
В 1930—1939 гг. участник Польского квартета Ирены Дубиской, в 1945—1947 гг. — Квартета имени Шимановского, созданного той же Дубиской. В предвоенные годы также играл в Симфоническом оркестре Польского радио.
Профессор Варшавской Высшей школы музыки, в 1954—1957 гг. декан Отдела оркестровых инструментов. Среди учеников Шалеского были, в частности, Зенон Плошай и известный польский джазист Михал Урбаняк, вспоминавший: «Если бы не внезапная смерть профессора Шалеского, я бы никогда не стал джазменом — он бы не позволил».
Шалескому принадлежат обработки для альта скрипичного репертуара — произведений Пёрселла, Моцарта, современных композиторов.